# Edwin Dellkrans
Carl Edwin Dellkrans, född 17 april 2003 är en svensk fotbollsspelare (mittfältare) som spelar för GIF Sundsvall. 

## Karriär
Edwin Dellkrans växte upp i Umeå. Han började spela fotboll i moderklubben IFK Umeå och gick därefter vidare till Ersmarks IK när föreningarnas pojklag slogs ihop. Via ett halvår i Täfteå IK flyttade han till GIF Sundsvall i samband med att han började gymnasiet 2019.
Två år senare debuterade Dellkrans i A-laget då han hoppade in i 1-0-segern mot Umeå FC i Svenska Cupen den 26 augusti 2021. Året därpå fick Dellkrans för första gången starta en A-lagsmatch, då han tog plats på innermittfältet i träningsmatchen mot Östersunds FK den 15 februari 2022. Kort därpå tvingades Dellkrans ta en flera månader lång paus från fotbollen. Väl tillbaka fick han sedan debutera i Allsvenskan då han hoppade in i slutminuterna i 0-4-förlusten mot Djurgårdens IF den 24 oktober 2022. Totalt blev det två allsvenska framträdanden när GIF Sundsvall åkte ur Allsvenskan.
I november 2022 skrev Dellkrans på sitt första A-lagskontrakt med GIF Sundsvall. I februari 2024 lånades han ut till division 2-klubben Gottne IF på ett säsongslån.

## Statistik
| Klubb              | Säsong             | Liga                          | Liga    | Liga | Nationell cup | Nationell cup | Totalt  | Totalt |
| Klubb              | Säsong             | Division                      | Matcher | Mål  | Matcher       | Mål           | Matcher | Mål    |
| ------------------ | ------------------ | ----------------------------- | ------- | ---- | ------------- | ------------- | ------- | ------ |
| Täfteå IK          | 2019               | Division 2 Norrland           | 6       | 0    | 0             | 0             | 6       | 0      |
| Sävarådalen 2      | 2019               | Division 4 Södra Västerbotten | 5       | 0    | 0             | 0             | 5       | 0      |
| GIF Sundsvall      | 2021               | Superettan                    | 0       | 0    | 1             | 0             | 1       | 0      |
| GIF Sundsvall      | 2022               | Allsvenskan                   | 2       | 0    | 1             | 0             | 3       | 0      |
| GIF Sundsvall      | 2023               | Superettan                    | 5       | 0    | 3             | 0             | 8       | 0      |
| Gottne IF (lån)    | 2024               | Division 2 Norrland           | 16      | 1    | 0             | 0             | 16      | 1      |
| Totalt i karriären | Totalt i karriären | Totalt i karriären            | 34      | 1    | 5             | 0             | 39      | 1      |